# Nuoto ai campionati europei di nuoto 2020 - 400 metri stile libero femminili
La specialità dei 400 metri stile libero femminili dei campionati europei di nuoto 2020 si è svolta il 23 maggio 2021 presso la Duna Aréna di Budapest, in Ungheria.

## Podio
| Pos.    | Atleta            | Nazione  |
| ------- | ----------------- | -------- |
| Oro     | Simona Quadarella | Italia   |
| Argento | Anna Egorova      | Russia   |
| Bronzo  | Boglárka Kapás    | Ungheria |

## Record
Prima della manifestazione il record del mondo (RM), il record europeo (EU) e il record dei campionati (RC) erano i seguenti.
|  | 3'56"46 | Katie Ledecky       | 7 agosto 2016 Rio de Janeiro |
|  | 3'59"15 | Federica Pellegrini | 26 luglio 2009 Roma          |
|  | 4'01"53 | Federica Pellegrini | 24 marzo 2008 Eindhoven      |

## Risultati

### Batterie
| Pos. | Batteria | Corsia | Atleta                   | Nazionalità   | Tempo   | Note |
| ---- | -------- | ------ | ------------------------ | ------------- | ------- | ---- |
| 1    | 4        | 4      | Anna Egorova             | Russia        | 4'08"87 | Q    |
| 2    | 5        | 5      | Boglárka Kapás           | Ungheria      | 4'09"02 | Q    |
| 3    | 4        | 5      | Simona Quadarella        | Italia        | 4'09"04 | Q    |
| 4    | 5        | 4      | Ajna Késely              | Ungheria      | 4'09"14 | Q    |
| 5    | 5        | 6      | Merve Tuncel             | Turchia       | 4'09"37 | Q    |
| 6    | 4        | 3      | Beril Böcekler           | Turchia       | 4'09"53 | Q    |
| 7    | 4        | 6      | Holly Hibbott            | Regno Unito   | 4'10"11 | Q    |
| 8    | 5        | 1      | Julia Hassler            | Liechtenstein | 4'10"74 | Q    |
| 9    | 3        | 5      | Helena Rosendahl Bach    | Danimarca     | 4'11"79 |      |
| 10   | 3        | 7      | Aimee Willmott           | Regno Unito   | 4'12"76 |      |
| 11   | 4        | 1      | Bettina Fábián           | Ungheria      | 4'13"83 |      |
| 12   | 3        | 3      | Lotte Goris              | Belgio        | 4'14"06 |      |
| 13   | 4        | 8      | Monique Olivier          | Lussemburgo   | 4'14"23 |      |
| 14   | 5        | 3      | Anastasia Kirpichnikova  | Russia        | 4'14"55 |      |
| 15   | 3        | 4      | Robin Neumann            | Paesi Bassi   | 4'14"70 |      |
| 16   | 2        | 4      | Imani de Jong            | Paesi Bassi   | 4'15"20 |      |
| 17   | 4        | 0      | Deniz Ertan              | Turchia       | 4'15"45 |      |
| 18   | 5        | 9      | Sara Gailli              | Italia        | 4'15"52 |      |
| 19   | 3        | 9      | Marina Heller Hansen     | Danimarca     | 4'15"60 |      |
| 20   | 3        | 6      | Jimena Pérez             | Spagna        | 4'15"65 |      |
| 21   | 5        | 2      | Reva Foos                | Germania      | 4'15"67 |      |
| 22   | 5        | 7      | Valentine Dumont         | Belgio        | 4'15"75 |      |
| 23   | 4        | 9      | Fanni Fábián             | Ungheria      | 4'15"94 |      |
| 24   | 4        | 2      | Martina Caramignoli      | Italia        | 4'16"49 |      |
| 25   | 3        | 0      | Aleksandra Polańska      | Polonia       | 4'16"85 |      |
| 26   | 2        | 6      | Tamryn van Selm          | Regno Unito   | 4'17"11 |      |
| 27   | 3        | 8      | Silke Holkenborg         | Paesi Bassi   | 4'17"67 |      |
| 28   | 5        | 8      | Katja Fain               | Slovenia      | 4'18"41 |      |
| 29   | 2        | 2      | Claudia Hufnagl          | Austria       | 4'18"61 |      |
| 30   | 1        | 5      | Laura Benková            | Slovacchia    | 4'21"05 |      |
| 31   | 2        | 9      | Matea Sumajstorčić       | Croazia       | 4'22"95 |      |
| 32   | 2        | 1      | Daša Tušek               | Slovenia      | 4'23"44 |      |
| 33   | 2        | 0      | Snæfríður Jórunnardóttir | Islanda       | 4'23"45 |      |
| 34   | 1        | 3      | Sasha Gatt               | Malta         | 4'24"89 |      |
| 35   | 2        | 5      | Klaudia Tarasiewicz      | Polonia       | 4'25"33 |      |
| 36   | 1        | 6      | Fatima Alkaramova        | Azerbaigian   | 4'25"44 |      |
| 37   | 3        | 1      | Aleksandra Knop          | Polonia       | 4'26"71 |      |
| 38   | 1        | 2      | Nika Špehar              | Croazia       | 4'28"77 |      |
| 39   | 2        | 8      | Arina Baikova            | Lettonia      | 4'28"98 |      |
| 40   | 1        | 4      | Martina Cibulková        | Slovacchia    | 4'32"94 |      |
| 41   | 1        | 7      | Eda Zeqiri               | Kosovo        | 4'40"13 |      |
| 42   | 1        | 8      | Katie Rock               | Albania       | 4'40"79 |      |
| 43   | 1        | 1      | Era Budima               | Kosovo        | 4'53"37 |      |

### Finale
| Pos.    | Corsia | Atleta            | Nazionalità   | Tempo   | Note |
| ------- | ------ | ----------------- | ------------- | ------- | ---- |
| Oro     | 3      | Simona Quadarella | Italia        | 4'04"66 |      |
| Argento | 4      | Anna Egorova      | Russia        | 4'06"05 |      |
| Bronzo  | 5      | Boglárka Kapás    | Ungheria      | 4'06"90 |      |
| 4       | 6      | Ajna Késely       | Ungheria      | 4'07"42 |      |
| 5       | 7      | Beril Böcekler    | Turchia       | 4'08"18 |      |
| 6       | 8      | Julia Hassler     | Liechtenstein | 4'08"23 |      |
| 7       | 2      | Merve Tuncel      | Turchia       | 4'10"97 |      |
| 8       | 1      | Holly Hibbott     | Regno Unito   | 4'11"54 |      |